# Canada Jetlines
Canada Jetlines, Ltd. war eine kanadische Billigfluggesellschaft, welche als jetlines auftat. Der Hauptsitz befindet sich in Mississauga, Ontario. Canada Jetlines betrieb neben Linienflügen auch Charterflüge. Der Betrieb wurde mit einem Flug von am 22. September 2022 mit einem Flug von Toronto Pearson nach Calgary aufgenommen und am 15. August 2024 wieder eingestellt.

## Geschichte
Canada Jetlines wurde 2013 gegründet und sollte als Billigfluggesellschaft den Flugbetrieb 2014 ab Vancouver aufnehmen.
Im Juni 2016, gab die Fluggesellschaft bekannt, dass sie die kanadische Regierung gebeten hat, es zu erlauben, dass sich Fluggesellschaften in bis zu 49 % ausländischem Besitz dürfen, anstelle der bisherigen 25 %. Diese Änderung wurde am 3. November 2016 erlaubt, so dass Canada Jetlines zusammen mit einem europäischen Partner starten kann.
Am 4. November 2016 gab Canada Jetlines bekannt, dass der Betrieb auf starken Haupt- und Nebenstrecken im Punkt-zu-Punkt-Verkehr aufgenommen werden soll., indem es einen planmäßigen Punkt-zu-Punkt-Jetflugdienst betreibt. Jetlines plante den Flugbetrieb im Sommer 2017 aufzunehmen.
Im September 2017 wurde bekannt gegeben, dass mit Boeing 737-800 im Sommer 2018 der Betrieb aufgenommen werden sollte.
Im Mai 2018 gab Canada Jetlines bekannt, nicht zwei Boeing 737-800 zu leasen, da der Leasinggeber kein Lieferdatum bestätigen konnte. Bereits im April 2018 hatte Canada Jetlines bekannt gegeben, dass stattdessen zwei Airbus A320 geleast werden sollten. Im Juni 2018 wurde die Unterzeichnung eines endgültigen Leasingvertrages für zwei Airbus A320-Flugzeuge mit AerCap bekannt gegeben. Die Auslieferung der beiden Flugzeuge wurde für das erste Halbjahr ded Jahres 2019 erwartet.
Am 4. April 2019, also nach fast einem Jahr, verkündete Canada Jetlines den Rücktritt von dem Vertrag mit AerCap und gab bekannt, stattdessen ab dem vierten Quartal 2019 vom Partner SmartLynx Airlines zu leasen.
Im Oktober 2019 wurde der für Dezember 2019 geplante Start des Flugbetriebs verschoben und angekündigt, fast alle Mitarbeiter zu entlassen.
Der Flugbetrieb wurde endgültig am 22. September 2022 mit einem Airbus A320-200 und der Flugstrecke zwischen Toronto und Calgary aufgenommen.
Im Januar 2023 wurden alle Strecken innerhalb Kanadas eingestellt und stattdessen südlichere Ziele, wie z. B. Jamaika, angeflogen und Flugzeuge verleast.
Am 30. Juni 2024 trat Eddy Doyle als CEO zurück. Diese Position übernahm die Vorstandsvorsitzende Brigitte Goersch interimsmäßig. Am 12. August 2024 trat sie gemeinsam mit den Vorstandsmitgliedern Ryan Goepel, Beth Horowitz und Shawn Klerer von beiden Positionen zurück.
Am 15. August 2024 gab Canada Jetlines bekannt, den Flugbetrieb mit sofortiger Wirkung einzustellen. Es ist geplant Gläubigerschutz zu beantragen.

## Flugziele
Canada Jetlines bot vor der Betriebseinstellung Linienflüge ab Toronto Pearson nach Jamaika, Mexiko und in die USA an. Außerdem wurden Ziele per Charterflug bedient. Zuvor wurden auch Ziele innerhalb Kanadas angeflogen.

## Flotte zum Zeitpunkt der Betriebseinstellung
Zum Zeitpunkt der Betriebseinstellung im August 2024 bestand die Flotte der Jetlines aus vier Flugzeugen mit einem Durchschnittsalter von 13,2 Jahren:
| Flugzeugtyp     | Anzahl | bestellt | Anmerkungen                              | Sitzplätze |
| --------------- | ------ | -------- | ---------------------------------------- | ---------- |
| Airbus A320-200 | 4      | 2        | zwei an Corendon Dutch Airlines verleast | 174 180    |
| Gesamt          | 4      | 2        |                                          |            |